# Никки Френч
Никки Френч — литературный псевдоним английской супружеской пары, Никки Джеррард и Шона Френча, авторов психологических триллеров.

## Личная жизнь
Никки и Шон поженились в 1990 году. С 1999 года живут в графстве Суффолк в Восточной Англии, Великобритания. У Никки двое детей от первого брака — Эдгар и Анна. Никки и Шон имеют двух совместных дочерей — Хэдли и Молли.

## Никки Джеррард
Никки Джеррард родилась 10 июня 1958 года. Вместе с двумя сестрами и братом она выросла в графстве Вустершир.
Получила среднее образование в The Alice Ottley School в Вустере. Затем изучала английскую литературу в Оксфордском университете, после чего преподавала литературу в Лос-Анджелесе и Лондоне. Основала женский журнал. Позже стала журналисткой-фрилансером. Вышла замуж, родила двоих детей. 
После того как её первый брак распался, Никки познакомилась с Шоном Френчем, работая редактором в лондонском журнале политических и культурных новостей New Statesman, где Френч вел еженедельную рубрику, но затем она покинула это место работы, так как ей предложили место в газете The Observer.
В ноябре 2014 скончался её отец, Джон Джеррард. Он страдал деменцией, и его состояние значительно ухудшилось во время пятинедельного пребывания (по не связанной с этим заболеванием причине) в больнице, строго ограничивающей визиты членов семьи. В результате этого Джеррард запустила Кампанию Джона (John's Campaign) по расширению прав посещения пациентов с деменцией людьми, ухаживающими за ними.

## Шон Френч
Шон Френч родился 28 мая 1959 года в городе Бристоль. Его отцом был Филип Френч (Philip French), радиопродюсер и кинокритик. Шон вместе со своими младшими братьями Патриком и Карлом учился в средней школе William Ellis School на севере Лондона, а затем изучал английскую литературу в Оксфордском университете, где Никки и он ни разу не повстречали друг друга. В период учебы в Оксфордском университете Френч победил в конкурсе молодых писателей, организованном журналом Vogue. Впоследствии он стал журналистом.
В 1987 году Шону дали вести его первую рубрику, и до конца 2000 года он вел её в New Statesman. Его собственный роман Start from Here был опубликован в 2004 году.

## Произведения (Никки Джеррард)
- Things we knew were true (2003)
- Soham (2004)
- Simple in the Moonlight (2006)
- The Middle Place (2008)
- The Winter House (2009)
- Missing Persons (2011)
- The Twilight Hour (2014)

## Произведения (Шон Френч)
- Start from Here (2004)

## Произведения (Никки Френч)
- The Memory Game (1997)
- The Safe House (1998)
- Killing Me Softly  — Убей меня нежно (1999)
- Beneath the Skin — На грани (2000)
- The Red Room (2001)
- The People Who Went Away (2001), a short story published as a novella for promotional purposes[3]
- Land of the Living — Голоса в темноте (2003)
- Secret Smile — Тайная улыбка (2003), basis of British TV series Secret Smile.[4]
- Catch Me When I Fall (2005)
- Losing You (2006)
- Until It's Over (2007)
- Speaking Ill of the Dead (2008), a short story published for promotional purposes[5]
- What to Do When Someone Dies — Что делать, когда кто-то умирает (2008)
- Complicit (2009), published in the United States as The Other Side of the Door (2010)
- Blue Monday — Черный понедельник (2011)
- Tuesday's Gone — Роковой вторник (2013)
- Waiting for Wednesday (2013)
- Thursday's Child (2014)
- Friday on My Mind (2015)

## Экранизации произведений
- The Safe House (2002)
- Killing Me Softly — Убей меня нежно (2002)
- Beneath the Skin (2005)
- Secret Smile (2005)
- Without You (на основе книги What To Do When Someone Dies)